# NECネッツエスアイ
NECネッツエスアイ株式会社（英: NEC Networks & System Integration Corporation）は東京都港区に本社を置く、情報通信ネットワークや業務系ICT（情報通信技術）システムの構築、施工、運用・保守サービスのシステムインテグレーター（SIer）、通信工事会社。略称はNESIC。NECグループに所属する。

## 概要
1953年にNECの電話工事部門から日本電気工事として分離独立。その後、日本電気システム建設と社名を変更し、2005年10月に現社名となる。「ネッツ」は、Networksの略語であり、「エスアイ」はシステムインテグレーションの略語である。略称は旧社名時代より"NESIC"である。
NECグループの企業だけでなく、マルチベンダーとして日本国外を含む複数のグループ外企業や官公庁・自治体を顧客とする。また傘下には複数の子会社を持つ。
クラウド型ウェブ会議システム「Zoom」を2017年から他社に先駆けて日本で発売し、国内販売代理店第一号となった。
南極地域観測隊において、昭和基地に設営された多目的衛星データ受信システムの保守点検などのため、同社内から1名が毎年観測隊に参加している。また、宇宙の衛星事業にも取り組み、小惑星探査機「はやぶさ2」の運用支援でメインコマンダーを務めたのはチーム最年少・文系出身のNESIC女性社員である。
「NECネッツエスアイグループ宣言」には、「海底から宇宙まで」というフレーズが掲げられている。
近年、ハイブリッドワークや健康経営など働き方改革の自社実践などに取り組むなど人的資本経営に力を入れており、人的資本経営品質シルバーの受賞や、wellbeingアワード、心理的安全性アワード、プラチナ・キャリアアワードなど様々な賞を受賞し、就活人気企業ランキングなどでもランクインしている。

## 主な事業
事業別のセグメントは以下の3種類に大別される。

### デジタルソリューション事業
企業のネットワークやIT等、業務に必要なさまざまなICT（情報通信技術）のシステムやサービスを提供する事業。AI（人工知能）、IoT（Internet of Things）、RPA（Robotic Process Automation）等のデジタル技術を活用して、場所や時間の制約を抑制した生産性向上・ビジネス変革につながる働き方の提案もおこなう。
当セグメントの柱となっている事業は、DX技術を活用した働き方改革に関連したサービスである。同社はEmpoweredOffice事業として2007年に事業化し、情報通信技術とオフィス空間設計サービスを組み合わせた働き⽅改⾰を先駆的に取り組んできた実績がある。前記の通りクラウド型ウェブ会議システム「Zoom」を2017年から他社に先駆けて日本で発売し、国内販売代理店第一号となった。2022年3月末のDX顧客数は25,000社と前期末の15,700社から大きく増加している。

### ネットワークインフラ事業
通信事業者のネットワークや、官庁・自治体、放送事業者、道路・鉄道事業者等のICTをはじめとした、ネットワークインフラのシステム構築やサービスを提供する事業。
電気・水道・ガス供給と並ぶ社会インフラである電話回線網、通信事業者のネットワーク（移動体通信基地局やコアネットワーク：基幹回線網）やテレビ放送網、消防・防災無線システムなどのICTシステムの構築が主な内容である。フロー型ビジネスが売上高の中心である。

### エンジニアリング＆サポートサービス事業
官庁・自治体・公益法人向けの各種ICTシステム、ICTサービスに関する工事施工や、保守、運用・監視、アウトソーシングサービス等のサポートサービスを提供する事業。
同社が構築したシステムの運用、保守・管理、テクニカルサポート、ならびに施工を中心とする海外や地域の事業を執り行う。フロー型ビジネス（主に施工）が売上高の6割を占める。ストック型ビジネスの保守事業については、全国400ヵ所のサポート拠点などを整備して24時間対応の体制を敷く。同社はSIerに区分されるが、施工領域を手掛ける当セグメントを保有している。

## 組織
- 営業統括本部
- ビジネスデザイン統括本部
- デジタルソリューション事業本部
- ネットワークインフラ事業本部
- エンジニアリング＆サポートサービス事業本部
- スタッフ部門

## 自社実践(働き方改革)
ZoomやSlackをはじめとする外部のクラウドサービスやその他先端技術を取捨選択しながら、顧客のニーズに合ったソリューションを開発している。これが可能となる理由は、モデルルームではない自社の実際のオフィスで先端技術を実践し、その状況を顧客に公開しているためである（顧客のオフィス訪問可）。自社で実践し、その成果を顧客と共有することで、同社は顧客のニーズに合う提供価値（働き方ソリューション）を創出している。
元来オフィス内のソリューションであったEmpoweredOffice事業は、オフィスから離れて働くテレワークなど、場所と時間を越えたソリューションに発展している。同社はテレワークについて、2015年に自社導入の検討を開始し、2017年7月に全社で導入した。
2019年10月からは、本社勤務社員の通勤時間を30分以内とするためのサテライトオフィス「アクティブベース」を首都圏7ヵ所に開設し、「分散型ワーク」を開始した。新型コロナウイルス感染症の拡大の影響も加わり、2020年2月末からは、本社スタッフの大半がテレワーク勤務となっている。
「分散型ワーク」は感染症対策との兼ね合いで注目されるが、本来の趣旨は、オフィスへの通勤を前提とした働き方の見直しにある。同ソリューションは、都心への一極集中の回避、通勤ラッシュというストレスからの解放という、社会課題に応えるものであると同社は説明する。
2023年、新本社へ移転後も「ハイブリッドワーク」を掲げ、新しい働き方の自社実践を続けている。

## Well-being推進、健康経営
NESICグループでは、マテリアリティ「一人ひとりが活き活きと輝く環境づくり」において、社員にとっての「Well-being」の向上を掲げている。
社員一人ひとりが、身体的にも、精神的にも、社会的にも充実して活力高い状態を創り出していくことでグループがさらに強くなって成長し、魅力的な企業となっていくために重要だと考えており、そのために、健康経営やI&D(インクルージョン＆ダイバーシティ）など、様々な施策を通じて、社員がWell-beingな状態を維持向上できるよう活動を進め、健康経営の実践により従業員の幸福感が高まり、それがイノベーションの創出にも繋がると同社では考えている。
社員の体調・出勤場所の円滑な管理として、チームメンバーの出勤場所や体調の確認が可能。社員はアプリ（Slack）上で、出勤場所と体調を示すボタンを押すだけでよい。Apple Watchを希望する全社員に配布するなど、さらなる健康経営に向けて、新しい取り組みも積極的に行っている。
健康経営優良法人2022（大規模法人部門（ホワイト500））」に認定。
上記の取り組みなどが評価され、「第一回WELLBEINGアワード」でゴールドアイデア賞を受賞している。

## 人材育成
「全社共通基礎研修『階層別』」、「プロフェッショナル人材育成『技術研修』」、「事業領域や職種に合わせた『ライン研修』」において、NESICグループ全体での人材育成を手がけている。また、中期経営計画において“全社”のDXネイティブ化を掲げ、DXリテラシー研修を手掛けるとともに、社員自らが自律的にキャリアをデザインする「人材育成のパーソナライズ化」への取り組みを開始し、オンライン動画学習サービス「LinkedInラーニング」を全社員に提供している。
人材育成への取り組みが評価され、「第五回プラチナ・キャリアアワード最優秀賞」を獲得している。

## 陸上養殖サーモン
NECネッツエスアイ株式会社のグループ会社であるネッツフォレスト陸上養殖株式会社は、NESIC陸上養殖株式会社の循環式陸上養殖場「富士・桂川ファクトリー」で育成したサーモンの販売を2023年にスタート。初出荷の一部は大都魚類株式会社を通じた卸売を行い、銀座三越で世界先行販売された。
世界的に魚介類の需要が高まる中、年間を通して水産資源を安定的に供給できる陸上養殖への注目は年々高まり、ネッツフォレスト陸上養殖は、林養魚場の養殖ノウハウとAIなどを活用したデジタル技術を組み合わせ、サーモンの陸上養殖事業の立ち上げに必要なライン構築から販路開拓までを含めた一連の支援を行っている。
今回販売を開始するサーモンは、それらのノウハウと技術を組み合わせて当社グループが先行的に実践をしているNESIC陸上養殖の循環式陸上養殖場「富士・桂川ファクトリー」で育成したも。ネッツフォレスト陸上養殖は本サーモンを美味しくて、安心・安全、そしてエシカルな「JAPAN SALMON」としてブランド化し提供している。
今後NECネッツエスアイグループは、国内のみならずアジアを中心とする海外への陸上養殖のフランチャイズビジネス展開を見据えている。

## 沿革
- 1953年 - 日本電気の電話工事部門が分離独立して、日本電気工事株式会社設立。
- 1955年 - KDD（現・KDDI）の自動交換機、電話装置工事を受注。
- 1956年 - 初のテレビ放送設備工事を受注。
- 1961年 ‐ 情報付帯設備分野へ進出。
- 1968年 - 通信線路分野へ進出、メキシコオリンピック衛星通信工事。
- 1970年 - 初のデータ通信総合工事を受注。
- 1976年 - 初の海外現地法人をブラジルに設立。
- 1977年 - 電子交換機部門強化　交換ソフト分野へ本格進出。
- 1980年 - 日本電気システム建設株式会社に社名変更。
- 1983年 ‐ 東京証券取引所第二部上場。
- 1984年 ‐ 国内拠点本部を新設し全国展開網を強化、VANシステム工事本格化。
- 1986年 ‐ 24時間対応メンテナンスセンター完成。情報処理ソフトウェア開発体制発足。
- 1988年 ‐ 売上高1000億円突破。
- 1990年 ‐ 研修・研究施設「伊勢原テクニカルセンター」設立。
- 1992年 - 東京証券取引所第一部上場、C&Cシステムインテグレーション体制を強化。
- 1993年 - 本社を品川区に移転。
- 1994年 - 通信建設工事分野で国内初のISO9001取得。
- 1997年 - 海外でWLLシステム工事が増加、シンガポールで地下鉄通信システムを受注、アジア・南米で空港システムを相次いで受注。
- 1998年 - 東京証券取引所より5年以上連続増配で表彰、携帯電話基地局工事が大幅に増加、アウトソーシング分野へ本格的に進出。
- 1999年 - 全社でISO14001を取得。
- 2000年 - 市場ニーズに対応した大幅な機構改革を実施。
- 2001年 - 本社ビルに「カスタマーサポートセンター」開設。
- 2002年 - 全社でISO 9001を取得。
- 2003年 - 創立50周年を迎える。
- 2005年 ‐ NECネッツエスアイ株式会社に社名変更。
- 2007年 ‐ NECテレネットワークス株式会社を吸収合併、EmpoweredOffice Centerを開設。
- 2008年 - NGN Laboratory、Network Total Operation Center（nTOC）、総合SIセンター、Parts Delivery Operation Center（pDOC）を開設。
- 2010年 - 本社を文京区に移転。
- 2011年 ‐ 東京証券取引所における業種分類が建設業から情報・通信業に変更。
- 2013年 - NECマグナスコミュニケーションズの株式を日本電気より取得し、完全子会社化。
- 2015年
  - NECネッツエスアイ・エンジニアリングを吸収合併。
  - NECマグナスコミュニケーションズの企業向けネットワークSI事業を継承。
  - NECネッツエスアイ・サービスが株式会社ネシックアセレントを吸収合併。
  - NECマグナスコミュニケーションズがネッツエスアイ東洋を吸収合併。
- 2017年 - 2017年、クラウド型ウェブ会議システムZoomの日本での販売を開始。同年、テレワーク先駆者百選（総務省）に選定
- 2018年 - K&Nシステムインテグレーションズ株式会社をKDDI株式会社との合弁会社として発足。
- 2019年 - NESIC陸上養殖株式会社とネッツフォレスト陸上養殖株式会社を設立。同社のICTソリューションをサーモン養殖事業に活用する。
- 2019年 - 魅力的な社員づくりと最先端の働き方を目指した「分散型ワーク」を開始（東京近郊のサテライトオフィスに分かれて働く）
- 2020年 - 技術者育成と先端技術の評価・検証を推進する「新川崎テクニカルベース」を開設
- 2020年 - 売上高3000億円突破
- 2023年 - wellbeingアワードゴールドアイデア賞
- 2023年 - 心理的安全性アワードシルバーリング賞
- 2023年 - プラチナ・キャリアアワード最優秀賞
- 2023年 - 本社を港区芝浦の旧芝浦工業大学芝浦キャンパスに移転。
- 2023年 - 創立70周年を迎える
- 2024年 - 人的資本経営品質シルバー賞
- 2025年 - 日本電気（NEC）が完全子会社化を目的とした株式公開買付け（TOB）の結果、退職給付信託分を含め持株比率を73.90%とする[8][9]。3月21日に東京証券取引所プライム市場上場廃止、同月25日に株式併合により日本電気の完全子会社となる[1]。7月1日付で、新たに設立された中間持株会社「NESICホールディングス」がNECが所有していた全株式を引き継ぎ、同社の子会社となる[10]。

## 国内主要拠点

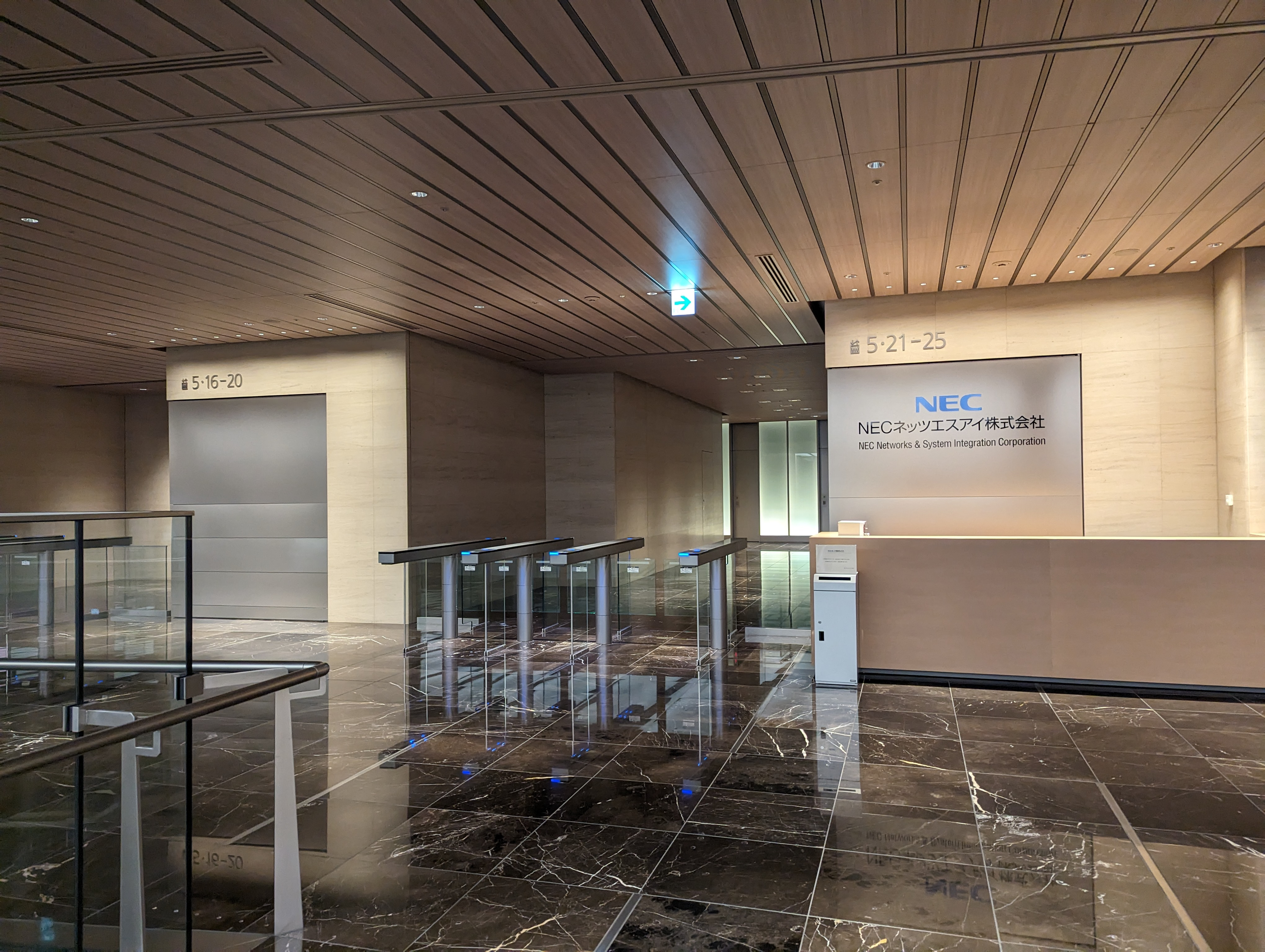
日本橋イノベーションベース

- 本社　〒108-8515 東京都港区芝浦3-9-14 旧芝浦工業大学芝浦キャンパス
- 日本橋イノベーションベース 〒103-0022　東京都中央区日本橋室町3-2-1　（日本橋室町三井タワー）
- 新川崎テクニカルベース 〒212-0031 神奈川県川崎市幸区新小倉1-2
- 関西支社　〒540-8551 大阪府大阪市中央区城見1-4-24 NEC関西ビル
- 北海道支店　〒060-0042 北海道札幌市中央区大通西4-1 新大通ビル
- 東日本支社・東北支店　〒980-6025 宮城県仙台市青葉区中央4-6-1 SS30
- 関東甲信越支社・関東支店　〒330-0854 埼玉県さいたま市大宮区桜木町1-10-17 シーノ大宮サウスウィング
- 神奈川支店　〒220-6207 神奈川県横浜市西区みなとみらい2-3-5 クイーンズタワーC棟
- 新潟支店　〒950-0084 新潟県新潟市中央区明石1-6-6 木山17明石ビル
- 甲信支店　〒390-0815 長野県松本市深志2-1-9
- 静岡支店　〒420-0851 静岡県静岡市葵区黒金町3 シャンソンビル
- 中日本支社・中部支店　〒460-0003 愛知県名古屋市中区錦1-17-1 NEC中部ビル
- 北陸支店　〒920-0901 石川県金沢市彦三町1-2-1 アソルティ金沢彦三
- 京滋支店　〒600-8008 京都府京都市下京区四条通烏丸東入ル長刀鉾町8 京都三井ビルディング
- 神戸支店　〒650-0031 兵庫県神戸市中央区東町126 神戸シルクセンタービル
- 中国支店　〒730-0013 広島県広島市中区八丁堀16-11 スタートラム広島
- 四国支店　〒760-0008 香川県高松市中野町29-2 高松パークビル
- 西日本支社・九州支店　〒812-0037 福岡県福岡市博多区御供所町1-1 西鉄祇園ビル

## グループ会社

### 国内関係会社
- NECネッツエスアイ・サービス株式会社
- キューアンドエー株式会社
- 株式会社ニチワ
- NECマグナスコミュニケーションズ株式会社
- NECネットイノベーション株式会社
- NESIC陸上養殖株式会社
- ネッツフォレスト陸上養殖株式会社
- K&Nシステムインテグレーションズ株式会社

### 海外現地法人
- NESIC BRASIL S/A （ブラジル連邦共和国 サンパウロ）
- NESIC (Thailand) Ltd. （タイ王国 バンコック）
- NESIC PHILIPPINES, INC. （フィリピン共和国 マニラ）
- Networks & System Integration Saudi Arabia Co., Ltd. （サウジアラビア王国 アルコバール）
- ICT Star Group Myanmar Co., Ltd.（ミャンマー ヤンゴン）